# Чэнь Син
Чэнь Син или Чань Син (соотв. севернокитайское и кантонское произношения имени; иер. трад. 陳星, упр. 陈星, ютпхин: can4 sing1, пиньинь: Chén Xīng; род. 29 сентября 1936, Сингапур — 4 сентября 2019 года, Джакарта, Индонезия) — актёр, чья кинокарьера сложилась в гонконгской киноиндустрии.

## Биография
Чэнь Син родился в 1936 году. В четырёхлетнем возрасте он переезжает в Хайнань вместе со своими родителями. Получил образование в посёлке Вэнь Чан. В старших классах учился в первой средней школе города Хайкоу. Позже поступил в университет, а затем, в 1958 году переехал в Гонконг, где работал на студии Shaw Brothers с 1969 по 1972 год. Снявшись в нескольких фильмах и исполнив в них небольшие роли, покинул студию в 1972 году. После чего он получает первую главную роль в фильме «Кровавые кулаки» (1972). Фильм стал хитом, после чего актёр стал получать главные роли, как на больших киностудиях, так и на независимых. В тот период, он также пополнял свой доход, работая инструктором по физической подготовке и боевым искусствам в тюремной системе Гонконга.
Также как актёров Бай Ин и Чэнь Хунле, Чэня отметили[что?] как приглашённого на однотипные роли злодея с начала его карьеры. Его юго-восточные азиатские черты лица, усы и сила выделили его среди других актёров, одобренных крупными киностудиями Гонконга. Ему давали роли тайных агентов, борющихся с бандитами в фильме «Крутой парень» (1972), или с японскими диверсантами («Невидимый кулак» (1972), «Ветер ярости» (1973)).
С конца 1970-х по начало 1980-х, кроме Гонконга снялся в ряде малобюджетных фильмов на Тайване. В 1982 году засветился в фильме Джона Ву «Разноцветная Лам Ачань», исполнив в нём небольшую роль.
В начале 1990-х годов, незадолго до конца статуса Гонконга как британской колонии, Чэнь решил покинуть гонконгское кино. Женившись в 1996 году, переехал со своей женой и малолетним сыном сначала в Индонезию, а затем в Ванкувер, где и живёт по сей день.

## Кинокарьера
За свою карьеру Чэнь Син снялся в более чем 140 кинофильмах и двух телесериалах.
| Год  | Оригинальное название | Английское название               | Русское название                            | Роль                             |
| ---- | --------------------- | --------------------------------- | ------------------------------------------- | -------------------------------- |
| 1967 | 神探智破美人計        | Beauty's Trap                     | «Гениальный сыщик умело раскрывает западню» | хулиган                          |
| 1969 | 獨臂刀王              | Return of the One-Armed Swordsman | «Однорукий король меча»                     | Шань Сюн                         |
| 1969 | 鐵手無情              | The Invincible Fist               | «Безжалостная железная рука»                | Лян Яньчжун / Сумасшедший Дракон |
| 1969 | 死角                  | Dead End                          | «Тупик»                                     | преступник с пистолетом          |
| 1969 | 燕娘                  | The Swordmates                    | «Яньнян»                                    | охранник                         |
| 1969 | 保鏢                  | Have Sword, Will Travel           | «Путешествие с мечом»                       | Мао Бяо                          |

| Год  | Оригинальное название | Английское название                 | Русское название                                        | Роль                           |
| ---- | --------------------- | ----------------------------------- | ------------------------------------------------------- | ------------------------------ |
| 1970 | 遊俠兒                | The Wandering Swordsman             | «Странствующий Меченосец»                               | Железный Король Чжун Чиху      |
| 1970 | 女俠賣人頭            | Heads for Sale                      | «Рыцарша продаёт человеческие головы»                   | четвёртый брат семьи Чжу       |
| 1970 | 報仇                  | Vengeance!                          | «Месть»                                                 | снайпер Ли Ци                  |
| 1970 | 鬼門關                | Hellgate                            | «Врата ада»                                             | Те Тоу                         |
| 1970 | 十三太保              | The Heroic Ones                     | «Герои»                                                 | Чжу Вэнь                       |
| 1970 | 餓狼谷                | Valley of the Fangs                 | «Долина Голодного Волка»                                | Вэй Сы                         |
| 1970 | 龍虎鬥                | The Chinese Boxer                   | «Битва дракона с тигром»                                | Исихара                        |
| 1970 | 小煞星                | The Singing Killer                  | «Маленькая роковая звезда»                              | управляющий Фэн                |
| 1971 | 鷹王                  | King Eagle                          | «Повелитель орлов»                                      | Чэнь Тан                       |
| 1971 | 新獨臂刀              | The New One-Armed Swordsman         | «Новый однорукий меч»                                   | Чэнь Чжэньнань                 |
| 1971 | 大決鬥                | The Duel                            | «Большая дуэль»                                         | человек Вэньбиня               |
| 1971 | 無名英雄              | The Anonymous Heroes                | «Безымянные герои»                                      | Янь Ван                        |
| 1971 | 拳擊                  | Duel of Fists                       | «Бокс»                                                  | Цянжэнь                        |
| 1971 | 雙俠                  | The Deadly Duo                      | «Пара рыцарей»                                          | наследный князь династии Цзинь |
| 1972 | 惡客                  | The Angry Guest                     | «Зловредный гость»                                      | Цянжэнь                        |
| 1972 | 群英會                | Trilogy of Swordsmanship            | «Сходка героев»                                         | Сюй Жэньда                     |
| 1972 | 蕩寇灘                | The Bloody Fists                    | «Кровавые кулаки»                                       | Бродяга                        |
| 1972 | 大地雙英              | The Brothers                        | «Два героя родины»                                      | Танакатакже постановщик боёв   |
| 1972 | 唐人客                | The Brutal Boxer                    | «Китайские гости»                                       | Хун Эр-е                       |
| 1972 | 硬漢                  | Tough Guy                           | «Крутой парень»                                         | Чэнь Цян                       |
| 1972 | 黑名單                | Black List                          | «Чёрный список»                                         | Чжао Инлун                     |
| 1972 | 餓虎狂龍              | The Good and the Bad                | «Голодный Тигр, Бешеный Дракон»                         | Бешеный Дракон Ли Цян          |
| 1973 | 猛虎下山              | The Rage of Wind                    | «Свирепый тигр спускается с гор»                        | Чэнь Кунь                      |
| 1973 | 趕盡殺絕              | A Gathering of Heroes               | «Убивая всех до одного»                                 |                                |
| 1973 | 雙龍出海              | The Two Cavaliers                   | «Два дракона выходят в море»                            | руководитель эскорта Лун Хао   |
| 1973 | 黑豹                  | Black Panther                       | «Чёрная пантера»                                        | Фань Ханьхэн                   |
| 1973 | 虎拳                  | Gold Snatchers                      | «Кулак тигра»                                           | Фань И                         |
| 1974 | 四大天王              | Four Real Friends                   | «Четыре небесных короля»                                | Ху Тяньдао                     |
| 1974 | 少林和尚              | The Furious Monk from Shaolin       | «Шаолиньский монах»                                     |                                |
| 1975 | 大毒梟                | Tiger Force                         | «Наркобароны»                                           | Линь Чжисюн                    |
| 1975 | 少林殺戒              | Thou Shall Not Kill                 | «Шаолиньский зарок не убивать»                          | Юэ Хао                         |
| 1976 | 密宗聖手              | The Himalayan                       | «Мастера школы Ми»                                      | Гао Чжэнь                      |
| 1976 | 新精武門              | New Fist of Fury                    | «Новый кулак ярости»                                    | Таро Окамура                   |
| 1976 | 鬼計雙雄              | The Double Crossers                 | «Два героя коварного плана»                             | Чжан Ючжи                      |
| 1976 | 跳灰                  | Jumping Ash                         |                                                         | Улыбающийся Тигр               |
| 1976 | 少林達摩祖師          | Shao Lin Tamo Buddhist Monk         | «Шаолиньский патриарх Дамо»                             | Дамо                           |
| 1976 | 車馬砲                | Return of the Kung-Fu Dragon        | «Возвращение кунг-фу дракона»                           | генерал Чэ Нянь                |
| 1977 | 達魔鐵指功            | Bruce and Shao-lin Kung Fu          | «Брюс и кунг-фу монастыря Шаолинь»                      |                                |
| 1977 | 四大門派              | The Shaolin Plot                    | «Четыре великих школы»                                  | Дагулунь                       |
| 1977 | 陰陽血滴子            | The Fatal Flying Guillotines        |                                                         | Сунь Уцзу                      |
| 1977 | 螳螂醉虎無影腳        | Mantis Combat                       | «Богомол, пьяный тигр, бестеневая нога»                 |                                |
| 1977 | 三德和尚與舂米六      | The Iron Fisted Monk                | «Монах Сам Так и Чун Майлук»                            | Сам Так                        |
| 1977 | 貂女                  | Naked Comes the Huntress            | «Женщина-норка»                                         | Ло Хайтянь                     |
| 1977 | 大武士與小鏢客        | Hero of the Wild                    | «Большой воин и маленький телохранитель»                | Ду Дашань                      |
| 1977 | 旋風十八騎            | 18 Swirling Riders                  | «Восемнадцать ураганных всадников»                      | Цао                            |
| 1977 | 荷京喋血              | The Amsterdam Kill                  | «Амстердамское кровопролитие»                           |                                |
| 1977 | 刀魂                  | The Clutch of Power                 | «Душа меча»                                             | Фан Чжунчэн                    |
| 1978 | 秘帖                  | Secret Message                      | «Тайная книга»                                          | генерал                        |
| 1978 | 威震天南              | Bruce Lee The Invincible            | «Непобедимый Брюс Ли»                                   | Хо Юаньцзя                     |
| 1978 | 紅絲緣                | Hong Si Yuan                        |                                                         |                                |
| 1978 | 鐵手無情追魂令        | Kung Fu of Dammoh Styles            |                                                         | Вань Лифэй                     |
| 1978 | 俠骨柔情赤子心        | The Master and the Kid              | «Кости рыцаря, нежные чувства, сердце младенца»         | Ша Уцзи                        |
| 1978 | 荷蘭賭人頭            | Amsterdam Connection                | «Голландская игра на голову»                            | Хун                            |
| 1978 | 天地雙腿              | Dual Flying Kicks                   | «Две ноги неба и земли»                                 | Вэнь Тай                       |
| 1978 | 雌雄雙煞              | Two Great Cavaliers                 |                                                         |                                |
| 1978 | 蛇珠                  | Bruce Lee in New Guinea             | «Брюс Ли в Новой Гвинее»                                | Великий колдун                 |
| 1978 | 鱷魚頭黑煞星          | The Tattoo Connection               |                                                         |                                |
| 1978 | 猴駙馬                | The Monkey Love                     | «Обезьяна — муж принцессы»                              |                                |
| 1978 | 決鬥者的生命          | My Blade, My Life                   | «Жизнь дуэлянта»                                        | человек короля Ин Яня          |
| 1978 | 火焰掌與寒冰手        | Deadly Opponents                    | «Огненная ладонь и ледяная рука»                        |                                |
| 1978 | 浪子一招              | The Legendary Strike                | «Легендарное восстание»                                 | Нянь Гэнъяо                    |
| 1978 | 七俠八義              | Seven Men of Kung-Fu                | «Семь рыцарей, восемь праведников»                      | скульптор                      |
| 1978 | 鳳指神腿天佛掌        | Right Overcomes Might               | «Пальцы феникса, волшебная нога, небесная ладонь Будды» |                                |
| 1978 | 武林第一劍            | The Super Kung Fu Fighter           | «Несравненный меч мира боевых искусств»                 | батыр                          |
| 1978 | 龍形刀手金鐘罩        | The Magnificent                     |                                                         | Налань Тяньсюн                 |
| 1978 | 醉八仙拳              | Kung-Fu of Eight Drunkards          | «Кулак восьми пьяных небожителей»                       | Бай Тяньбяо                    |
| 1978 | 古銅簫                | Revenge of Shaolin Kid              | «Флейта из старой бронзы»                               | доктор Лун                     |
| 1978 | 鷹拳                  | Shaolin Iron Claws                  | «Кулак орла»                                            | Цзинь Сыхай                    |
| 1978 | 七十二煞星            | The 72 Desperate Rebels             | «Семьдесят две роковые звезды»                          | Гу Ливэй                       |
| 1978 | 決鬥老虎莊            | Tough Guy                           | «Дуэль в деревне Тигра»                                 | У Тай                          |
| 1979 | 金木水火土            | Fearless Kung Fu Elements           | «Металл, дерево, вода, огонь, земля»                    | Цзинь                          |
| 1979 | 冷刀染紅英雄血        | Revenge of the Shaolin Master       | «Холодный меч, обагрённый геройской кровью»             | главный констебль              |
| 1979 | 瘋拳癲腿              | Iron Fist, Eagle Claw               | «Безумный кулак, бешеная нога»                          | Тигр                           |
| 1979 | 截拳奪命斬            | Deadly Strike                       | «Смертельный удар»                                      |                                |
| 1979 | 祝老三笑譚            | The Perils of Chu Lao-San           |                                                         |                                |
| 1979 | 蛇形刁手鬥螳螂        | Snake in the Eagle's Shadow Part II | «Змеевидная хитрая рука сражается с богомолом»          | Кан Куй                        |
| 1979 | 醉猴女                | The Ape Girl                        | «Пьяная девушка-обезьяна»                               | четвёртый принц                |
| 1979 | 江湖半醉俠            | Wandering Knight                    | «Полупьяный рыцарь рек и озёр»                          |                                |
| 1979 | 七巧鳳凰碧玉刀        | Bruce Tuan 7 Promise                | «Яшмовый меч семи искусных фениксов»                    | Те Шуй                         |
| 1979 | 飛禽走獸十三形        | The 13 Styles Strike                | «Тринадцать стилей птиц и зверей»                       |                                |
| 1979 | 一代英豪              | The Great Heroes                    | «Герои эпохи»                                           | Ба Ин                          |
| 1979 | 上海灘大亨            | Big Boss of Shanghai                | «Воротила шанхайской набережной»                        | Лам Киньси                     |
| 1979 | 黃金孔雀城            | Golden Peacock Castle               | «Город Золотого Павлина»                                |                                |
| 1979 | 盤古開天地            | In the Beginning                    | «Паньгу создаёт небо и землю»                           | Паньгу                         |
| 1979 | 勝利者                | The Winner                          | «Победитель»                                            |                                |

| Год  | Оригинальное название | Английское название         | Русское название                             | Роль                     |
| ---- | --------------------- | --------------------------- | -------------------------------------------- | ------------------------ |
| 1980 | 醉步迷猴              | Monkey Kung-Fu              | «Кулак обезьяны, плывущая змея»              | учитель Чжэн             |
| 1980 | 碧血洗銀槍            | The Silver Spear            | «Бирюзовая кровь омывает серебряное копьё»   | Железный Топор           |
| 1980 | 孔雀八俠傳            | The Legend of Eight Knights | «Биография восьми рыцарей павлина»           |                          |
| 1980 | 快樂英雄              | Happy Hero                  | «Счастливый герой»                           | Лун-ван                  |
| 1980 | 古寧頭大戰            | The Battle of Ku-Ning-Tou   | «Великая битва за Гунинтоу»                  |                          |
| 1980 | 玉釵盟                | The Jade Hairpin Alliance   | «Союз Нефритовой Шпильки»                    | Странный Старик Цзинь    |
| 1980 | 山狗                  | The Beasts                  | «Горные псы»                                 | Чань Син                 |
| 1980 | 丐俠七巧功            | The Beggar of No Equal      |                                              | Син Уцзи                 |
| 1980 | 苦海女神龍            | Heroine of Tribulation      | «Богиня-дракон моря горечи»                  | слепой                   |
| 1981 | 摩登保鑣              | Security Unlimited          | «Безопасность без границ»                    | лидер грабителей         |
| 1981 | 貓頭鷹                | The Legend of the Owl       | «Сова»                                       | Лук Тайфун               |
| 1981 | 手指拗出              | Kung Fu Executioner         |                                              | Хун Чаньфуй              |
| 1981 | 功夫皇帝              | The Kung Fu Emperor         | «Император кунг-фу»                          | Лункэдо                  |
| 1981 | 十張王牌              | Play Con Game               | «Десять мощных козырей»                      | Золотой Палец Бай Чжунфа |
| 1981 | 沙家十五女英豪        | Consolidated Dougherty      | «Мы — пятнадцать героинь»                    |                          |
| 1981 | 大賭場                | The Casino                  | «Большое казино»                             | банковский управляющий   |
| 1981 | 上海灘大爺            | Big Boss                    | «Господин шанхайской набережной»             |                          |
| 1981 | 頂爺                  | Big Boss                    |                                              |                          |
| 1981 | 大俠頑皮豹            |                             | «Герой Озорной Леопард»                      |                          |
| 1981 | 火拼浪子              | The Desperate Prodigal      |                                              |                          |
| 1981 | 戒賭                  | The Reformed Gambler        | «Бросивший азартные игры»                    |                          |
| 1982 | 小刀會                | Godfathers of Fury          | «Союз малых мечей»                           |                          |
| 1982 | 最佳拍檔              | Aces Go Places              | «Наилучшие партнёры»                         | Безумный Син             |
| 1982 | 赤色響尾蛇            | Red Rattlesnake             | «Красная гремучая змея»                      |                          |
| 1982 | 黑市夫人              | Underground Wife            | «Любовница»                                  |                          |
| 1982 | 我要做好子            | I Want to Be a Good Person  | «Я хочу быть хорошим человеком»              |                          |
| 1982 | 要命毒狐狸            | The Devil Fox               |                                              | Тань Цзяхуа              |
| 1982 | 水月十三刀            | An Everlasting Duel         | «Тринадцатый меч ясной луны»                 | Нефритовый Камень        |
| 1982 | 七步干戈              | Seven Steps to Showdown     | «Семь шагов к войне»                         | Чжу Имин                 |
| 1982 | 換帖兄弟              | Blood Brothers              | «Названые братья»                            |                          |
| 1982 | 八彩林亞珍            | Plain Jane to the Rescue    | «Разноцветная Лам Ачань»                     | Чань Син                 |
| 1982 | 小飛龍                | Little Flying Dragon        | «Маленький летающий дракон»                  | Сан Даопэн               |
| 1982 | 新目蓮救母            | Rescue from Hades           | «Новый „Мулянь спасает мать“»                |                          |
| 1982 | 心愛的人              | Spoony Love                 | «Любимый человек»                            |                          |
| 1983 | 擂台                  | Death Ring                  | «Ринг»                                       | Люй Чжэньшань            |
| 1983 | 邪撞邪                | Evil Hits Evil              | «Зло поражает зло»                           | Хун Давэй                |
| 1983 | 誰人瞭解我            | Who Knows About Me          | «Кто понимает меня?»                         |                          |
| 1984 | 上海灘十三太保        | The Shanghai Thirteen       | «Шанхайская набережная: Тринадцать бандитов» | Чёрный Орёл У Дали       |
| 1985 | 反斗妹                | Crazy Seventeen             |                                              | Кинг-Конг                |
| 1985 | 爭一口氣              | Last Breath                 | «Борьба до последнего дыхания»               |                          |
| 1986 | 兄弟有種              | Black Leopard               | «Стойкие братья»                             |                          |
| 1987 | 神勇特警隊            | Supercops                   | «Доблестная специальная полиция»             |                          |
| 1989 | 地下風雲              | Underground Warfare         | «Подпольная междоусобица»                    |                          |

| Год  | Оригинальное название | Английское название    | Русское название              | Роль     |
| ---- | --------------------- | ---------------------- | ----------------------------- | -------- |
| 1990 | 賭王三虎將            | Gamblers Heavenly Made |                               |          |
| 1991 | 殺入地獄              | Visa to Hell           | «Врубиться в ад»              |          |
| 1992 | 千火玫瑰              | Caged Beauties         |                               | командир |
| 1994 | 賭命雙雄              | Desperate Duo          | «Два героя, рискующие жизнью» |          |

| Год  | Оригинальное название | Английское название               | Русское название                                   | Роль      |
| ---- | --------------------- | --------------------------------- | -------------------------------------------------- | --------- |
| 1984 | 倚天屠龍記            | The Heaven Sword and Dragon Saber | «Записки о Следующем Небу и Уничтожающей Драконов» | Се Сюнь   |
| 1986 | 風雲人物              |                                   | «Герой дня»                                        | Тан Фувэй |

## Комментарии
1. ↑  По имени главной героини.